# Marcus Whitman
Marcus Whitman (Rushville, 4 settembre 1802 – Waiilatpu, 29 novembre 1847) è stato un medico e missionario statunitense. Con la moglie Narcissa Whitman fondò nel 1836 una missione tra i Cayuse in quello che oggi è lo stato di Washington. In seguito la zona si sviluppò diventando una trading post della pista dell'Oregon, e vicino vi sorse la città di Walla Walla.
Nel 1843 Whitman guidò la prima grande carovana lungo la pista dell'Oregon verso ovest, trasformandola in una rotta percorribile da centinaia di migliaia di immigrati che la usarono nei decenni seguenti. I coloni invasero la terra Cayuse nei pressi della missione Whitman. Dopo la morte di tutti i bambini Cayuse e di metà degli adulti a causa di un'epidemia di morbillo nel 1847, della quale i Cayuse sospettarono fossero responsabili i Whitmans, gli indiani uccisero i Whitmans ed altri 12 coloni in quello che divenne noto come massacro Whitman. La continua guerriglia dei coloni ridusse il numero di Cayuse finché non si dovettero fondere con i Nasi Forati per poter sopravvivere.

## Biografia
Il 4 settembre 1802 Marcus Whitman nacque a Rushville (New York) da Alice e Beza Whitman. Un antenato paterno fu John Whitman, che immigrò dall'Inghilterra stabilendosi nella colonia di Massachusetts Bay prima del 1639. Dopo la morte del padre Beza quando Whitman aveva 7 anni, fu mandato in Massachusetts a vivere a casa dello zio.
Sognava di diventare ministro ma non aveva soldi per pagarsi gli studi. Da giovane tornò a New York. Studiò medicina per due anni con un famoso medico come apprendista, e ricevette la laurea dal Fairfield Medical College di New York. Praticò per alcuni anni in Canada ma coltivava un interesse per l'ovest.

### Missionario
Nel 1834 Whitman si iscrisse alla American Board of Commissioners for Foreign Missions. Inizialmente gli negarono le missioni a causa dei suoi problemi di salute, ma in seguito gli fu accettata una missione come medico. Nel 1835 viaggiò col missionario Samuel Parker nell'odierno Montana ed in Idaho settentrionale, per evangelizzare tribù di Flathead e Nasi Forati.  Durante il viaggio Whitman curò molti cacciatori di pelli durante un'epidemia di colera. Alla fine del loro soggiorno, promise ai Nasi Forati che sarebbe tornato con altri missionari ed insegnanti per vivere con loro.

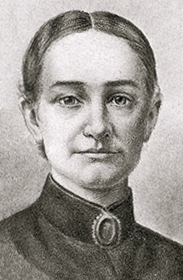
Narcissa Whitman

Dopo il ritorno a New York, Whitman partecipò ad un discorso di Parker, che allora rappresentava la American Board of Commissioners for Foreign Missions. Chiese missionari da inviare ad ovest, e Whitman si offrì volontario e partì di nuovo.

### Matrimonio e famiglia
Nel 1836 Whitman sposò Narcissa Prentiss, insegnante di fisica e chimica. Anche lei era decisa a trasferirsi ad ovest come missionaria, ma era impossibilitata essendo una donna non sposata. Ebbero una figlia, Alice Clarissa, nata il 14 marzo 1837, prima aglo-americana nata in Oregon, che prese il nome dalle due nonne. Annegò nel fiume Walla Walla all'età di due anni.
Quando il numero di coloni aumentò, i Whitmans adottarono undici orfani, compresi gli orfani Sager. Fondarono una specie di collegio per i figli dei coloni presso la loro missione.

### La via per l'ovest
Il 25 maggio 1836 la coppia ed un gruppo di altri missionari compresi Henry ed Eliza Spalding si unirono ad una carovana di commercianti di pelli e viaggiarono verso ovest. La compagnia era guidata dai mountain man Milton Sublette e Thomas Fitzpatrick.  I commercianti avevano sette carri coperti, ognuno tirato da sei muli. Un ulteriore carro trainato da due muli trasportava Milton Sublette, che aveva perso una gamba l'anno prima e camminava su una gamba di legno costruita da un amico. Il gruppo giunse all'incontro annuale dei commercianti il 6 luglio.
Il gruppo fondò molte missioni compresa quella dei Whitman presso l'insediamento Cayuse di Waiilatpu, che in lingua cayuse significa "luogo dell'erba perenne". Si trovava poco ad ovest del confine settentrionale delle Blue Mountains. L'attuale città di Walla Walla sorse 10 km ad est. L'insediamento si trovava nella terra di Cayuse e Nasi Forati. Whitman coltivò e fornì cure mediche, mentre Narcissa fondò una scuola per i bimbi dei nativi americani.
Nel 1843 Whitman viaggiò verso est, ed al ritorno aiutò a guidare la prima grande carovana ad ovest da Fort Hall in Idaho sudorientale. Noto come la "Grande Emigrazione", stabilì la pista dell'Oregon per i futuri coloni. Non riscuotendo molto successo nella conversione dei Cayuse, i Whitmans focalizzarono l'attenzione sui coloni. Accolsero i bambini presso la loro casa e fondarono un collegio per i figli dei coloni.

### Il massacro
I Cayuse si arrabbiarono per l'invasione degli europei americani. L'arrivo dei coloni bianchi nella zona portò epidemie infettive alle tribù indiane, compresa una grave epidemia di morbillo nel 1847. I nativi americani, non avendo sviluppato un sistema immunitario contro le malattie europee, subirono molti morti soprattutto tra i bambini. I Whitmans si occuparono sia dei Cayuse che dei bianchi, ma metà dei Cayuse adulti morì oltre a quasi tutti i bambini. Vedendo che erano molti di più i bianchi sopravvissuti, i Cayuse accusarono i Whitman per le pesanti perdite del proprio popolo.
La tradizione Cayuse considerava gli uomini di medicina responsabili della salute dei pazienti. La loro disperazione per i morti, soprattutto per i bambini, portò i Cayuse di capo Tiloukaikt ad uccidere i Whitman nella loro casa il 29 novembre 1847. I guerrieri distrussero buona parte degli edifici di Waiilatpu e dodici altri coloni bianchi della comunità. Gli eventi divennero noti tra i bianchi come massacro Whitman. I Cayuse tennero prigionieri altri 53 membri (donne e bambini) per un mese prima di rilasciarli in seguito ai negoziati. Questi avvenimenti e la continua invasione dei coloni fecero scoppiare un conflitto tra i bianchi ed i Cayuse che prese il nome di guerra Cayuse. Furono tanto ridotti di numero da doversi fondere con i Nasi Forati per poter sopravvivere.
Gli storici hanno trovato racconti contemporanei che parlavano della competizione tra missionari protestanti e cattolici, che avevano fondato missioni gesuite in Canada ed a Saint Louis. Il cattolico John Baptiste Brouillet aiutò i sopravvissuti e seppellì le vittime. Il reverendo Henry H. Spalding in seguito scrisse un pamphlet affermando che i missionari cattolici, compreso padre Brouillet, avevano incitato i Cayuse al massacro: "La versione di Spalding del disastro fu stampata e ristampata, a volte a spese dei contribuenti, per i successivi 50 anni. Fu infine screditata nel 1901 dallo storico della Università di Yale Edward Gaylord Bourne".

### Retaggio

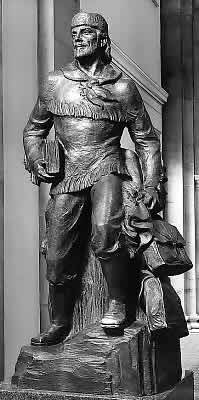
Marcus Whitman, Sala delle Statue, Campidoglio (Washington)

Il nome di Whitman viene ricordato nel Whitman College di Walla Walla, nella contea di Whitman, nella Wallowa–Whitman National Forest, nel ghiacciaio Whitman del Monte Rainier, ed in numerose altre scuole, compresa la Marcus Whitman Central School di Rushville, New York, sua città natale. Nel 1953 lo stato di Washington donò una statua di Whitman creata dallo scultore Avard Fairbanks alla Sala delle Statue del Campidoglio di Washington. Nell'aprile 2021 viene votata la rimozione della statua e la sua sostituzione con quella di Bill Frank Jr, leader del movimento per i diritti dei Nativi Americani e ambientalista.
Una statua identica si trova nel campus del Whitman College. La legislatura dello stato di Washington ha dichiarato il 4 settembre "Marcus Whitman Day". Una targa in bronzo a Wheeler (New York) commemora il suo lavoro nel 1828-1835 come medico in città. Nel 1977 Whitman fu inserito nella Hall of Fame della Contea di Steuben (New York).
Nonostante la tradizione, nel nuovo millennio si sono fatte sempre più forti le voci per esaminare con spirito critico le azioni di Marcus Whitman e della sua consorte.  Murder at the Mission, dello scrittore di Seattle Blaine Harden che ha ben documentato i fatti dell'epoca, ripercorre e smonta il mito di Whitman - inventato e usato per alimentare l'espansione occidentale e per raccogliere contributi all'omonimo Whitman College - segnalando il modo in cui i nativi americani sono stati ingannati e cacciati dalle loro terre ancestrali.